# Gustav Bähren
Gustav Bähren (* 14. November 1896 in Berlin; † 30. März 1944 in Grainau) war ein deutscher Jurist. Er war Rechtsanwalt und Notar sowie seit 1933 Leiter der Rechtsabteilung der Deutschen Arbeitsfront (DAF).

## Leben
Gustav Bähren hatte sich nach der Schulausbildung, dem Jurastudium und der Promotion zum Dr. jur. im Jahre 1919 als Rechtsanwalt in Berlin niedergelassen. Im Ersten Weltkrieg war er u. a. in der Jagdstaffel 10 und in der Fliegerabteilung 237 (Artillerie) eingesetzt und 1918 in amerikanische Kriegsgefangenschaft geraten.
Er gehörte zu den frühesten Mitgliedern des 1928 gegründeten Bundes Nationalsozialistischer Deutscher Juristen. Ende der 1920er Jahre bot er Bürovorsteherkurse für Beamte an und hatte seine Kanzlei in Berlin W 65, Nettelbeckstraße 26. Ab 7. November 1931 war er gleichzeitig auch als Notar tätig.
Nachdem Bähren zum 1. Mai 1933 in die NSDAP eingetreten war (Mitgliedsnummer 2.635.710), wurde er im September 1933 Leiter der Rechtsabteilung der Deutschen Arbeitsfront (DAF) und blieb dies bis zu seinem Tod 1944. Bähren hatte seine Kanzlei in Berlin am Märkischen Ufer 34.
Am 16. März 1938 wurde Gustav Bähren in den Verwaltungsrat der Österreichischen Volksbanken-Aktiengesellschaft (ÖVAG) gewählt. Gleichzeitig war Bähren Mitglied des Exekutivkomitees.
Außerdem war Bähren u. a. Mitglied im Aufsichtsrat der Bank der Deutschen Arbeit, Mitglied im Aufsichtsrat der Volkswagenwerk GmbH, Mitglied des Aufsichtsrates der Hanseatischen Verlagsanstalt und Aufsichtsratsmitglied der Großeinkaufs GmbH Hamburg. Außerdem war er im Präsidium der Ferienheime für Handel und Industrie in Wiesbaden.